# 精明村
精明村（せいめいむら）は埼玉県の南西部、入間郡に属していた村。当初は高麗郡所属であった。

## 地理
- 河川：南小畔川

## 歴史
- 1889年（明治22年）4月1日 - 町村制施行により、小久保村、中居村、青木村、下加治村、宮沢村、双柳村、平松村、芦苅場村、川崎村、下川崎村が合併し高麗郡精明村が成立する。
- 1896年（明治29年）4月1日 - 高麗郡が入間郡と統合し入間郡となる。
- 1943年（昭和18年）4月1日 - 飯能町、加治村、元加治村、南高麗村と合併し飯能町を新設する。

## その他
精明村の名の由来はめずらしく飯能市立精明小学校の精明からとった。その前は中心部のマツの巨樹の名から、老松村という名称に決めたが、反対が多かった。